# Die neue Steinzeit
Der Kurzroman Die neue Steinzeit ist eine Science-Fiction-Geschichte, die 1939 unter dem Titel Lords of Creation von den Brüdern Earl Andrew und Otto Oscar Binder unter dem Pseudonym Eando Binder verfasst wurde. Unter dem deutschen Titel ist sie seit ihrem Erscheinen 1971 in der Terra-Nova-Heftromanserie (Nr. 169) im Moewig-Verlag bekannt.
Bemerkenswert ist, dass in diesem Roman eine globale Erwärmung die Antarktis zu einem eisfreien, bewohnten Kontinent gemacht hat. Die Bewohner anderer Kontinente leiden jedoch unter dem Mangel an Rohstoffen, die dort längst zur Gänze ausgebeutet wurden. Sie leben nun in steinzeitlichen Verhältnissen.

## Publikationsgeschichte
Der Roman wurde zuerst als Fortsetzungsgeschichte vom Pulp-Magazin Argosy veröffentlicht. Der erste von sechs Teilen erschien am 23. September 1939.
Erst 1949 wurde die Story in Buchform von Prime Press, Philadelphia, in einer Auflage von 2112 Stück herausgegeben. Die 112 Exemplare, die die Auflage von 2000 überstiegen, waren nummerierte und signierte Einzelexemplare. 1969 erschien bei Belmont Books, New York, eine Taschenbuchausgabe.
Im Jahr 1958 kam Lords of Creation erstmals in deutscher Übersetzung unter dem Titel Antarkta im Erich Pabel Verlag in Rastatt als Utopia-Großband Nr. 87 heraus. Nachdem im Jahr 1970 der Heinrich Bauer Verlag sowohl den Erich Pabel Verlag in Rastatt, als auch den Arthur Moewig Verlag in München erworben hatte, konnte 1971 eine Neuauflage des Romans in der Moewig-Reihe Terra Nova herausgebracht werden. Die Neuausgabe erhielt den Titel Die neue Steinzeit.

## Handlung
Der junge Wissenschaftsassistent Homer Ellory hat sich im Jahre 1950 in einer Zeitkapsel in Stasis begeben, mit dem Ziel, von den Menschen des Jahres 5000 wieder erweckt zu werden. Enttäuscht und entsetzt muss er nach seiner Erweckung feststellen, dass die Menschheit in eine Art zweite Steinzeit zurückgefallen ist. Nach einem verheerenden Krieg und der völligen Erschöpfung der natürlichen Ressourcen an Kohle, Öl und Eisenerz, erlebte die Menschheit einen dramatischen Niedergang. Die einstigen Nationen der Erde sind in viele Kleinstaaten zerfallen, die untereinander häufige Grenzkriege ausfechten. Das Klima hat sich zudem stark verändert, die Durchschnittstemperatur ist wesentlich höher, als 1950 und nur im hohen Norden fällt im Winter noch etwas Schnee.
In der nunmehr fast eisfreien Antarktis haben sich indes Menschen eine nahezu moderne Zivilisation erhalten, die sich einerseits auf die Ausbeutung der lediglich dort noch vorhandenen Ressourcen und andererseits auf die Versklavung der primitiveren Bevölkerung der übrigen Erde begründet, die zudem ständige Tributzahlungen in Form von Naturalien leisten muss. Alle neun Monate fliegen sie mit ihren fortschrittlichen Maschinen zu den Menschen, um Arbeitssklaven abzuholen.
Homer Ellory gelingt es recht schnell, die Menschen von Norak, dem ehemaligen New York, davon zu überzeugen, dass nicht die unmittelbaren Nachbarn, sondern die „Herren von Antarka“ ihre eigentlichen Feinde sind. Er gewinnt aus dem in den Großstädten der ehemaligen USA reichlich vorhandenen Eisenoxid Eisenerz und schmiedet daraus Waffen. Mit Hilfe dieser Waffen sind die Norak ihren Nachbarn haushoch überlegen, da bislang nur Knüppel und Steine als Waffen dienten. Sie werden innerhalb kürzester Zeit besiegt und in die Reihen der Norak-Armee eingegliedert. Die Herren von Antarka sind von diesem plötzlichen Entwicklungsschub verunsichert und verbieten den Menschen die Nutzung von Eisenwaffen. Als diese sich nicht daran halten, werden sie von den Antarkern mit deren Flugzeugen und viel höher entwickelten Waffen angegriffen und besiegt.
Homer Ellory wird gefangen genommen und nach Antarka gebracht. Von dort gelingt ihm die Flucht und er kehrt nach Norak zurück. Wütende Bewohner, die ihm die Schuld an der Bestrafung durch die Antarker geben, jagen ihn in den Ruinen des alten New York. Mit Hilfe eines alten Gelehrten findet er schließlich eine verlassene Bunkeranlage, die voller Handfeuerwaffen, Gewehre und Munition ist. Mit ihrer Hilfe startet er einen zweiten Eroberungsfeldzug. Der Vorteil der Flugzeuge der Antarker ist nunmehr ausgeglichen und sie werden zu Dutzenden abgeschossen. Schließlich gelingt die Eroberung der Antarktis und der Sieg über die Antarker.

## Bewertung
Der Roman spiegelt die für seine Entstehungszeit typische Sichtweise von wissenschaftlichem Fortschrittsglauben und speziell der amerikanischen Auffassung von Kultur wider. Die Handlung verläuft ausgesprochen stereotyp, der Protagonist stellt gewissermaßen das Ideal des lonesome hero dar, der für seine Freiheitsideale sogar eine persönliche Verbindung mit der Königin der herrschenden Großmacht ausschlägt. Es gelingt dem einstigen Wissenschaftsassistenten, aus der Theorie heraus Eisenverhüttung zu betreiben, Eisenwaffen zu schmieden, sich als ausgezeichneter Krieger hervorzutun und sogar politisches Talent zu beweisen, indem er verfeindete Stämme nicht nur eint, sondern sie auch für seine Sache zu begeistern versteht.
Zudem wird den Brüdern Binder der Vorwurf gemacht, sie hätten sich lediglich des Stoffes von H. G. Wells Die Zeitmaschine bedient. Der Held aus Die neue Steinzeit benutzt aber weder eine Zeitmaschine für seinen Besuch in der Zukunft, noch sind die gesellschaftlichen Verhältnisse dort die gleichen wie bei dem Briten Wells, der mit den Eloi und den Morlocks zwei unterschiedliche Menschenrassen vorstellt, die sich aus einer früheren Klassengesellschaft entwickelt zu haben scheinen. In Die neue Steinzeit beruhen die Unterschiede zwischen den Völkern, ganz im Gegensatz zu manchen im Entstehungsjahr 1939 tatsächlich herrschenden Ideologien, nur auf dem unterschiedlichen Zugang zu den Ressourcen und zur Technologie. Der Kampf um die Rohstoffe in einer zunehmend eisfrei werdenden Antarktis kann heute durch die Ereignisse der vergangenen Jahrzehnte besser verstanden werden. Der Science-Fiction-Autor und Kritiker John Clute hält daher die Erzählung Lords of Creation für „bemerkenswert“ unter den Fortsetzungsgeschichten der Pulp-Magazine.